# IOS 4
iOS 4 ist die vierte Hauptversion von dem mobilen Betriebssystem iOS für iPhone und iPad des US-amerikanischen Unternehmens Apple Inc. und der Nachfolger von iPhone OS 3. Es wurde an der Worldwide Developers Conference „WWDC“ von Apple am 7. Juni 2010 vorgestellt und bereits 14 Tage später am 21. Juni 2010 veröffentlicht. Diese Version ist die erste, die unter dem iOS-Branding veröffentlicht wurde und die Namenskonvention „iPhone OS“ früherer Versionen fallen ließ. Am 12. Oktober 2011 wurde es durch iOS 5 auf allen Geräten außer dem iPhone 3G ersetzt.

## Neuerungen
Die Multitasking-Funktion wurde eingeführt, die Apps mit Internet-Aufrufen, Standortverwendungen oder Audiowiedergaben im Hintergrund arbeiten lässt. Zudem wurden Ordner auf dem Startbildschirm eingeführt, sodass deutlich mehr Apps auf einer Seite Platz haben. Für iOS 4 haben die Entwickler außerdem iBooks auf dem iPhone aktiviert, den Mail-Posteingang vereinheitlicht, eine systemweite Rechtschreibprüfung hinzugefügt, das Game Center für Social Gaming und FaceTime für Videoanrufe.

## Probleme
iPhone 3G-Nutzer beschwerten sich über Leistungs- und Akkuprobleme nach dem iOS 4-Update. Apple versprach den Nutzern, den Fehler in den bevorstehenden Updates zu beheben.

## Unterstützte Geräte
iOS 4 stellt die Unterstützung für das iPhone 2G und den iPod touch 1 ein.

### iPhone
- iPhone 3G
- iPhone 3GS
- iPhone 4

### iPad
- iPad 1
- iPad 2

### iPod touch
- iPod touch 2
- iPod touch 3
- iPod touch 4